# Arrondissement Almirante Brown
Pour les articles homonymes, voir Almirante Brown.
Le partido d'Almirante Brown est un partido du grand Buenos Aires, situé dans la province de Buenos Aires, en Argentine. Son chef-lieu est Adrogué. Il a été créé par la loi provinciale no 856 promulguée le 20 septembre 1873.
Il doit son nom à l'amiral William Brown, marin irlandais immigré en Argentine, qui devint amiral à la suite de ses brillants succès dans diverses batailles navales contre les puissants adversaires espagnols puis brésiliens, lors des guerres du début du XIXe siècle que dut affronter la jeune république argentine.
Les coordonnées du partido sont : latitude 34°47′ sud et longitude 58°24′ ouest. 
Altitude : 24 mètres.

## Chiffres
- Superficie : 129,33 km2
- Recensement de 2001 : 515 556 hab.
- Croissance intercensitaire (10 ans) : 14,39 %.
- Densité : 4 225,87 hab./km2

## Localités
- Adrogué
- Burzaco
- Claypole
- Glew
- José Mármol
- Longchamps
- Malvinas Argentinas
- Ministro Rivadavia
- Rafael Calzada
- San Francisco de Asís (ou Don Orione)
- San Francisco Solano
- San José